# Стефан Шайдак
Стефан Шайдак (1; нар. 14 грудня 1910 року, Туже, Остшешовський повіт, Республіка Польща — пом. 6 березня 2004) — польський поет, співзасновник поетичної групи «Волинь». Під час Другої світової війни був воїном 2-го армійського корпусу 3-ї Карпатської стрілецької дивізії. Учасник битви при Монте-Кассіно.

## Життєпис
У 1932 році закінчив Державну вчительську семінарію в Остжешуві. Того ж року почав працювати вчителем початкової школи в Кемпно, а потім в Остжешуві. 1 вересня 1934 року переїхав до Луцька, Рівного, а потім до Ківерців. Викладав там до кінця серпня 1939 р., склавши в 1937 році іспит з педагогічної практики. У 1938 році розпочав заочне навчання на гуманітарному факультеті Люблінського католицького університету.
Після вступу до Червоної Армії в Ківерцях був заарештований, а потім засланий до табору в Сибірі. У 1947 році Стефан Шайдак повернувся до Польщі й оселився в Сьроді-Велькопольській, де працював учителем, а згодом директором педагогічної бібліотеки. 1967 року у віці 57 років закінчив філософсько-історичний факультет університету ім. Адама Міцкевича в Познані, а також Культурно-освітній центр при цьому ж університеті.
Належав до групи польських автентичних поетів, яких називали «Okoliczanie», тому що вони гуртувалися навколо місячника «Okolica Poetów», який видавався в Остжешуві в 1935–1939 роках Станіславом Черніком.
У 1920-х роках разом із Вацлавом Іванюком (пізніше польським поетом-емігрантом) і Чеславом Янчарським (післявоєнним головним редактором дитячого журналу «Місь») та Зигмунтом Яном Румлом заснував поетичну групу «Волинь». Пізніше до групи «Волинь» приєдналися Зузанна Ґінчанка, Юзеф Лободовський, Владислав Мільчарек та Ян Спєвак.

## Творчість
До 1939 року публікував поезії в літературних журналах:  «Околиця поетів», «Kamena» (виходив у Любліні), «Культура», «Kuźnica», «Fontana», «Prosto z Mostu», «Місячник літератури та мистецтва», та в таких часописах: «Nowy Wiedzy Ludu» в Кемпно, «Gazeta Ostrzeszowska» в Остжешуві та «Wielkopolanin» у Познані.
Після війни публікував вірші в журналах: «Nurt», «Gazeta Poznańska», «Głos Wielkopolski», «Literacki Głos Teacherski», «Bez Przyśłony», «Fakty», «Nurt», «Nike», «Tygodnik Ludowy», «Średzki Kwartalnik Kulturalny», «Okolica Poetów» (1978, пам’ятний випуск), «Chłopska Droga», «Gazeta Zachodnia». Крім того, у цей період видав кілька томів поезії, зокрема: "Сяйво життя", "Присвяти сонцю", "Гарячі джерела".
У 1978 році Лодзьке видавництво включило його твори до "Антології автентичної поезії", а Познаньське видавництво у 1981 році опублікувало вірші в антології "Пісні й пейзажі". Вірші Стефана Шайдака також увійшли до антологій: «Другий пульс» (альманах учительської поезії, Познань 1984), "Незаписаний час" (альманах поезії, Познань 1999). Твори Стефана Шайдака звучали на Познанському та Варшавському радіо.
У 2012 році вийшла книга під назвою "Стефан Шайдак – поет автентичності". У 2015 році вийшла збірка віршів під назвою "Стефан Шайдак. Вибрані поезії". У 2016 році  опубліковано книгу "Стефан Шайдак. Автентичний. Співзасновник поетичної групи Волинь". У 2023 році Музей Незалежності опублікував видання "Поетична група «Волинь» – ґенеза, представники, вірші", написане професором, доктором філософії Лехом Войцехом Шайдаком, що містить вірші його батька Стефана  . Також проф. Шайдак підготував виставку «Портрет із віршів і пам’яті. Поетична група "Волинь"»  .
Лауреат поетичних конкурсів у Гданську (1984), Познані (1986) та Здуньській Волі (1986).

## Дослідження
Співавтор книжок «Фільм — ефективний навчальний посібник» (1970) та «Великопольські шляхетські збори» (1984). Крім того, після 1945 р. опублікував багато статей, критичних праць та рецензій на видання з історії та академічні підручники.

## Вибрані нагороди та відзнаки
- Хрест Монте-Кассіно (Італія, 1944)
- Знак 3-ї Карпатської стрілецької дивізії (Великобританія 1945)
- Військова медаль 1939/1945 (Великобританія 1947)
- Золотий Хрест Заслуги (Варшава, 1973)
- Почесний знак «За заслуги перед Сьродою-Велькопольським повітом» 1975 р.
- Медаль Перемоги і Свободи 1945 (Варшава ,1976)
- Медаль Комісії народної освіти (Варшава, 1979)
- Лицарський хрест Ордена Відродження Польщі (Варшава, 1980)
- Бронзова медаль «За заслуги перед національною обороною» (Варшава, 1980)
- Хрест бойових дій польських збройних сил на Заході (Варшава, 1990).